# Viva l'Italia (film 1961)
Viva l'Italia è un film del 1961 diretto da Roberto Rossellini, che narra le vicende della storica spedizione dei Mille. Nato da una coproduzione mista italo-francese è stato realizzato in due versioni per i due paesi, caratterizzate da notevoli differenze nel montaggio e nella durata.

## Trama
Giuseppe Garibaldi, sbarcato a Marsala con i suoi "volontari", conquista una vittoria dopo l'altra contro l'Esercito delle Due Sicilie. La battaglia decisiva avverrà presso il fiume Volturno, quando ormai i Borbone hanno perso gran parte del loro potere abbandonando Napoli e la popolazione è insorta ovunque. Dopo aver giurato fedeltà al Re di Sardegna, Garibaldi s'incontra a cavallo con Vittorio Emanuele II e decide di non marciare verso Roma, come avrebbero voluto i suoi soldati, perché la Francia di Napoleone III non lo avrebbe permesso. Così l'Unità d'Italia avverrà sotto le insegne di Casa Savoia.

## Produzione
Il titolo fu oggetto di alcune polemiche e cambiato poco prima della presentazione. Originariamente Rossellini aveva titolato il film Paisà 1860, scelto dal regista per sottolineare il taglio neorealistico dell'opera che rappresenta un distacco dalla retorica risorgimentale per approdare al rigore storico nella narrazione. Il principale soggettista e sceneggiatore Sergio Amidei tracciò un significativo parallelismo tra la nuova opera e il precedente Paisà, evidenziando le analogie tra l'epopea garibaldina del 1860 e la guerra di liberazione alleata, dopo lo sbarco in Sicilia del 1943. In entrambi i film, secondo Amidei, «ci si trova di fronte a «un esercito di liberatori che conquista paesi e popolazioni di cui non conosce i problemi reali».
La lettura data da Rossellini agli avvenimenti risorgimentali del 1860 suscitò il favore o la contrarietà dei vari critici cinematografici dell'epoca, ma al di là delle valutazioni sugli aspetti artistici e politici, il film offre una rara e pregevole ricostruzione storica d'immagine, essendo girato nei luoghi ove si svolsero i fatti, con centinaia di comparse e una notevole attenzione ai costumi. Tra le molte scene interessanti, risultano particolarmente suggestive le riprese dall'alto della battaglia di Calatafimi che mostrano le posizioni e i movimenti delle truppe sul colle Pianto Romano e le ambientazioni dell'insurrezione di Palermo, in una città quasi spettrale che ancora portava i segni, piuttosto evidenti, del precedente conflitto mondiale.

## Distribuzione
La première si tenne al Teatro dell'Opera di Roma, il 27 gennaio 1961, nel corso di una serata di gala internazionale, organizzata con il patrocinio della Croce Rossa. Le proiezioni pubbliche ebbero inizio il successivo 2 febbraio per la versione italiana e il 2 maggio 1961 per quella francese, con il titolo Vive l'Italie. La versione italiana è stata anche doppiata in lingua spagnola e inglese, in quest'ultima pubblicata con il titolo Garibaldi.

## Curiosità
- Zeffiro Rossellini, prozio del regista, fu amico personale di Giuseppe Garibaldi durante l'ultimo decennio di vita dell'eroe nizzardo.[1]

## Location
Le riprese sono state girate a Palermo, Noto, Siracusa, Messina, Matera, Calatafimi , Torre Del Greco ,Valle di Maddaloni.